# Podochresimus pallidus
Podochresimus pallidus är en mångfotingart som beskrevs av Imre Loksa 1967. Podochresimus pallidus ingår i släktet Podochresimus och familjen orangeridubbelfotingar. Inga underarter finns listade i Catalogue of Life.